# فرودگاه انتونیو
فرودگاه انتونیو (به انگلیسی: Antonio (Nery) Juarbe Pol Airport) یک فرودگاه همگانی بهره‌برداری هوایی با کد یاتا ARE است که یک باند فرود آسفالت دارد. این فرودگاه در کشور پورتوریکو قرار دارد.